# Рар, Глеб Александрович
Глеб Александрович Рар (3 октября 1922, Москва, РСФСР — 3 марта 2006, Фрайзинг, Германия) — русский зарубежный журналист, церковный историк, церковный и общественный деятель, член Народно-трудового союза, долголетний председатель Свято-Князь-Владимирского братства.
Брат публициста Льва Рара, двоюродный брат священника Кирилла Фотиева, племянник хирурга Сергея Юдина и участника Белого движения полковника Владимира Рара, зять участника Белого движения и деятеля русской эмиграции капитана Василия Орехова, отец политолога Александра Рара.

## Биография
Глеб Александрович Рар происходил из купеческой семьи, относящейся к сословию Потомственных почётных граждан Российской империи.
Его дед Александр Фёдорович Рар (1849—1912) был директором московского филиала страхового общества «Россия», которому принадлежало здание на Лубянке № 2 — будущее Здание органов госбезопасности на Лубянке.
Его отец Александр Александрович Рар (1885—1952) в Первую мировую войну в звании поручика в III Гренадерской артиллерийской бригаде воевал на Галицийском фронте. Октябрьская революция застала его в лазарете, после чего он, как офицер, был интернирован в первом московском концлагере в Андрониковом монастыре. После смерти его первой жены Елизаветы Львовны Готье-Дюфайе (1890—1920) женился на Наталье Сергеевне Юдиной (1897—1980), матери Г. А. Рара. Её брат Сергей Сергеевич Юдин (1891—1954) был известным советским хирургом, удостоенным многих почётных званий и наград.
Двоюродный брат А. А. Рара, полковник Владимир Фёдорович Рар (1880—1919), в октябрьских боях 1917 года за Москву руководил обороной казарм кадетского корпуса в Лефортово, затем участвовал в защите Кремля, а позже как заместитель светлейшего князя А. П. Ливена сражался с большевиками в Прибалтике.
Поскольку предки Раров происходили с острова Эзель (ныне — Сааремаа), семья в 1924 году была выселена в ставшую после революции независимой Эстонию как «классовый враг», но уже скоро переселилась в Лиепаю (ранее — Либава) в Латвии. Здесь Г. А. Рар закончил немецкую гимназию. После присоединение Латвии к СССР в 1940 году Рарам благодаря немецкой фамилии в 1941 году на основании германо-советского договора о переселении балтийских немцев на одном из последних немецких кораблей удалось выехать в Германию, где они отказались получать германское гражданство и быстро влились в жизнь старой русской эмиграции.
С 1942 года Г. А. Рар учился на архитектурном факультете в Бреслау (ныне — Вроцлав), где участвовал в создании православной общины. В то время он вступил в Национально-трудовой союз (НТС) (ныне — Народно-трудовой союз российских солидаристов). Созданная молодым поколением белоэмигрантов в 1930 году в Белграде, эта организация во время войны Германии с Советским Союзом поддерживала Русское Освободительное движение. Одним из адъютантов генерала А. А. Власова был брат Глеба Александровича, Л. А. Рар. В целях прекращения влияния НТС на Русское Освободительное движение германские власти в июне 1944 года арестовали целый ряд членов НТС, в том числе и Г. А. Рара, который сперва был заключён в тюрьме Гестапо в Бреслау, где ему вместе с Г. Полошкиным-Позе удалось на обрывках конвертов, которые клеили заключённые, изготовить два номера рукописного журнала «Набат за решёткой». Затем Г. А. Рар находился в заключении в концлагерях Гросс-Розен, Заксенxаузен, Шлибен, Бухенвальд, Лангензальца и Дахау. Здесь он был освобождён американскими войсками 29 апреля 1945 года.
После войны Рары оказались сперва в лагере перемещённых лиц в Мёнхегофе под Касселем, затем поселились в Гамбурге, где Г. А. Рар закончил архитектурный факультет университета, активно участвовал в церковной жизни и работал секретарём епископа Нафанаила (Львова), епископа Русской Зарубежной Церкви в Британской зоне оккупации Германии.

### Журналистская деятельность
С конца 1947 года Г. А. Рар работал в эмигрантском издательстве «Посев» во Франкфурте-на-Майне. В 1949—1950 годах он с семьёй находился во Французском Марокко, где работал в архитектурном бюро, участвовал в становлении прихода РПЦЗ в Касабланке, состоял членом скаутского движения, одновременно являясь начальником Африканского Отдела Организации российских юных разведчиков (ОРЮР).
С 1950 года Г. А. Рар работал на НТС в Германии. Из Западного Берлина пытался распространять антикоммунистическую пропаганду в Советской Зоне Германии. Он участвовал в Конференциях Четырёх Держав в 1954 году в Берлине и Женеве, а также на III Конгрессе «Межамериканской Конфедерации по защите континента» в 1957 году в Лиме.
6 октября 1957 года Г. А. Рар в Брюсселе женился на Софье Васильевне Ореховой (31 мая 1932 — 29 декабря 2019), дочери капитана Василия Васильевича Орехова (1896—1990), участника Первой мировой войны и Белого Движения, деятеля Русского Обще-воинского Союза (РОВС), одного из основателей Русского Национального Объединения (РНО) и издателя журнала «Часовой» (органа связи русских офицеров в Зарубежье).
С 1957 по 1960 годы работал на радиостанции «Свободная Россия» на Формозе (Тайване), с 1960 по 1963 годы в Токио руководил русскоязычными передачами японского радио и Дальневосточным отделом американского «Университета Мэриленда». С 1963 по 1974 годы работал в издательстве «Посев» во Франкфурте, состоял в редакционной коллегии журнала «Посев» и в Совете НТС.
В 1972 году Г. А. Рар вместе с И. И. Агрузовым участвовал в создании Международного Общества Прав Человека (МОПЧ) во Франкфурте, заступавшегося за политических заключенных в Советском Союзе.
С 1974 по 1995 годы Глеб Александрович работал на радио «Свобода» в Мюнхене, где вёл религиозные передачи, а также программы «Балтийский маяк», «Россия вчера, сегодня, завтра» и «Не хлебом единым». Для многих людей в Советском Союзе его религиозные передачи в годы холодной войны были единственной возможностью получать достоверную информацию о положении Русской православной церкви.

### Церковная деятельность
Помимо обширной журналистской деятельности иподиакон Глеб Рар был и известным церковным деятелем. В 1967—1968 годах он в качестве члена строительного комитета принимал самое активное участие в строительстве православного Свято-Николаевского храма во Франкфурте-на-Майне. В частности, Г. А. Рар тогда взял на себя заказ колоколов и лично в старинном заводе в Саарбурге заботился обо всех подробностях. Надписи и кресты на колоколах были отлиты по его чертежам. По ним же было изготовлено и паникадило храма.
Рар долгие годы состоял в Епархиальном Совете Германской епархии Русской православной церкви Заграницей (РПЦЗ), в приходских советах во Франкфурте и Мюнхене, был одним из важнейших деятелей «Православного Дела», служащего распространению веры в СССР, являлся одним из основателей всемирно известного швейцарского института «Вера во Втором Мире» (Glaube in der 2. Welt). Иподиакон Глеб Рар участвовал в III Всезарубежном Соборе РПЦЗ в 1974 году в Нью-Йорке, где выступил с докладом о положении церкви в СССР. С такими докладами он неоднократно выступал по всему миру, кульминацией чего стали его выступления в празднование Тысячелетия Крещения Руси в 1988 году (в Германии, Франции, Бельгии, Италии, Испании, США и Австралии).
С 1983 года Г. А. Рар был председателем Свято-Князь-Владимирского Братства — самого старого русского общества в Германии, основанного в 1888 году при российском посольстве в Берлине для оказания помощи нуждающимся православным людям и для сооружения и содержания русских храмов в Германии. Когда Братство в 1995 году было вынуждено закрыть свой домовой храм в Гамбурге, Г. А. Рар по просьбе руководства Русской православной церкви передал хранившийся там «Мемельский иконостас», служивший некогда русской армии в Семилетнюю войну в Пруссии, в Россию. Иконостас был отреставрирован Российским Фондом Культуры и установлен в храме «Нерукотворного Спаса» при новосооружённом соборе Христа Спасителя в Калининграде, посвящённом, по предложению Глеба Рара, всем русским воинам, погибшим в Семилетнюю, Наполеоновскую, Первую мировую и Вторую мировую войны на территории нынешнего Балтийского края.
Г. А. Рар старался расширить поле деятельности Братства и восстановить его благотворительную и издательскую деятельность. С марта 1996 года по сентябрь 2002 года он выпустил семнадцать номеров «Братского Вестника», посвящённого жизни и деятельности Братства, но и положению Православной Церкви и историческим темам. Также он издавал «Сообщения средств массовой информации о церковной, общественной и политической жизни в России и за рубежом». В 1996 году Рар поддержал создание Балтийской епархией РПЦ школы-интерната для детей-беспризорников в городе Немане Калининградской области.
После падения советской власти Г. А. Рар ратовал за воссоединение РПЦЗ с РПЦ. В 1990 году он энергично выступал против создания приходов РПЦЗ на территории самой России. В августе 1991 года Глеб Александрович участвовал в Конгрессе Соотечественников в Москве, где был принят Святейшим Патриархом Алексием II, который через него обратился к иерархии РПЦЗ с предложением о воссоединении. На территории бывшего концлагеря Дахау при поддержке бывшего узника в 1994 году была построена православная часовня Воскресения Христова в память православных жертв национал-социализма, что послужило началом основания прихода Московской Патриархии в Мюнхене.
За его обширную деятельность Г. А. Рар был удостоен ряда почётных и благодарственных грамот Русской Церкви на родине и за рубежом, в частности, в 2004 г. от Святейшего Патриарха Алексия II.
По личному указанию президента Российской Федерации В. В. Путина Глеб Александрович Рар с супругой в 2001 году получили российское гражданство. Старческие недомогания и болезни, однако, воспрепятствовали их возвращению в Россию.
Глеб Александрович Рар скончался 3 марта 2006 года в возрасте 83 лет во Фрайзинге и 11 марта 2006 года на русском кладбище в Берлине состоялось его отпевание и захоронение, которое совершили архиепископ Берлинский Феофан (Галинский), епископ Клинский Лонгин (Талыпин) и множество связенников.
Митрополит Минский и Слуцкий Филарет (Вахромеев), Патриарший Экзарх всея Белоруссии, жизнь и творчество Г. А. Рара оценил следующими словами:
Господь призвал в обители праведных этого героя веры, неустанного деятеля нивы отечественной истории и культуры, защитника национального достоинства и гражданской чести, истинного сына российской интеллигенции. Расставаясь до времени с выдающимися представителями самого многострадального поколения наших соотечественников, среди которых Глеб Александрович занимает особое место, мы вновь и вновь вспоминаем то горнило исторических испытаний, в котором Господь закалял Своих верных служителей, дабы они стали, по слову Откровения, как «золото, огнём очищенное» (Откр.3:18). Таким духовным золотом, таким сокровищем русской и европейской истории был и вовеки пребудет Глеб Александрович Рар, в чьей личной судьбе отразилась многосложная история времени, в котором он совершал свой жизненный подвиг.
 (Из послания, зачитанного на отпевании Г. А. Рара).

## Семья
Г. А. и С. В. Рар воспитали шестерых детей. Сам Г. А. Рар однажды с удовлетворением отметил, что каждый из его детей увлёкся одной из его сфер интересов:
- Александр (род. 1959) выбрал политику, став политическим обозревателем[7];
- Ксения (род. 1960) выбрала церковную музыку, управляет церковным хором в мюнхенском приходе, где служит её муж протоиерей Николай Забелич, и устраивает благотворительные концерты[8];
- Всеволод (род. 1962) стал журналистом и живёт в Англии;
- Протоиерей Михаил (род. 1963) служит священником в Берлине и Веймаре и исполняет должность заведующего канцелярией Берлинской епархии РПЦ[9];
- Димитрий (род. 1964) увлёкся историей и географией, работает переводчиком и ныне, после своего отца, возглавляет Свято-Князь-Владимирское братство[10];
- Ирина (род. 1966) занимается общественной деятельностью, в частности, работой с молодёжью.

## Сочинения

### Книги, брошюры, журналы
- «Набат за решёткой». № 1-2, подпольный рукописный журнал, изготовленный в заключении в тюрьме Гестапо в Бреславле в 1944 г.
- Елена и Глеб Рар. «Живая Азбука». Детский букварь. Унслебен, июль 1945 г.
- «Пленённая церковь». Издательство «Посев». Франкфурт 1954 г.
- Die Russische Orthodoxe Kirche im Ausland : ihr III. Gesamtkonzil in Jordanville/New York 1974 («Русская православная церковь за границей: Её Всезарубежный Собор в Джорданвилле в Нью-Йорке в 1974 году») (нем.). Журнал «Glaube in der 2. Welt». Цюрих 1974 г.
- «Die Russische Kirche in Bad Kissingen» («Русская церковь в Бад-Киссингене») (нем.). Изд-во «Посев». Франкфурт 1984 г.
- «Klöster, Starzen und Ikonen: 1000 Jahre russ.-orthodoxe Kirche» («Монастыри, старцы и иконы: 1 000 лет Русской православной церкви») (нем.). Мёрс 1988 г.
- «Hundert Jahre Russische Kirche Bad Kissingen» («Сто лет русской церкви в Бад-Киссингене») (нем.). Издательство «Финк». Линденберг 1999 г.
- «Братский Вестник». № 1-17. Бад-Киссинген 1996—2002 гг.
- «Сообщения средств массовой информации о церковной, общественной и политической жизни в России и за рубежом». Халлбергмоос 1996—2006 гг.
- «…И будет наше поколенье давать истории отчёт. Воспоминания». Издательство «Русский Путь». Москва 2011 г. ISBN 978-5-85887-382-2.

### Радиопередачи
Из серии «Не хлебом единым»:
- К церковным праздникам: Рождество (1982)
- К церковным праздникам: Рождественский канон (1982)
- К церковным праздникам: Пасха (1984)
- К церковным праздникам: Страстная Седьмица (апрель-май 1986)
- К церковным праздникам: Пасха (1992)
- К церковным праздникам: Пасха (1993)
- Церковные понятия: Симфония (1993)
- Церковные понятия: Схизма и раскол (1993)
- К церковным праздникам: Слово в неделю о слепорождённом (14.11.1993)
- Церковные понятия: Анафема (1994)
- Церковные понятия: Об экуменизме (1994)

Из серии «Россия христианская — тысячелетие второе»:
- Три проекта закона о свободе вероисповедания. 31.03.1989
- Стратегия разделений. 19.02.1990
- Религиозное законодательство СССР и РСФСР. 01.12.1990
- Государство — враг рода человеческого? 01.12.1990
- Дай Бог России найти дорогу к свету. 01.12.1990
- Раскол? Уберём камни преткновения. 10.11.1990
- Империя. Монархия сегодня? 08.12.1990
- Церковь и сильные мира сего. 1991 (несколько серий)
- Воссоединение? Постановление патриарха Тихона. 30.03.1991
- Собор решит. 30.03.1991
- Навстречу Собору. 30.03.1991
- Основательно подготовленный Собор. 06.04.1991
- «Отец своих сирот». Не уйдёшь ты от суда земного, как не уйдёшь от Божьего суда. 26.04.1991
- Обращение патриарха к молодёжи. 13.07.1991
- Открытое письмо патриарха участникам Конгресса соотечественников. 13.07.1991
- Патриарх и Зарубежье. 13.07.1991
- Слишком активна или пассивна русская церковь? 06.09.1991
- Год освобождения. Как сохранилась святыня. 13.09.1991
- После драки кулаками не машут. 28.09.1991
- Конфликт, которого не было. 04.10.1991
- Восстановление единства, задача, поставленная св. Тихоном. 12.10.1991
- Сергианство — что это такое? О декларации митрополита Сергия. 19.10.1991
- Что такое патриархаты. Как блюсти соборность. 26.10.1991
- О монархии, но давайте серьёзно. 06.10.1994

Из серии «Религия в современном мире»:
- Самый ненужный из всех расколов. 28.10.1991
- Мормоны. Осень 1995
- Новоапостольская церковь. Осень 1995
- Секты в Германии. Осень 1995
- Скиентология и универсальная жизнь. Осень 1995
- Церковь и секты. Осень 1995
- Совет по взаимодействию с религиозными объединениями при Президенте РФ. Осень 1995

Из серии «Партнёр — Германия»:
- Союзный договор: надуманно, нежизненно, громоздко. 15.12.1990
- Мина замедленного действия, положенная под межнациональные отношения конституцией 1918 года и союзным договором 1922 года: Депортация армии. 1991
- Мина замедленного действия, положенная под межнациональные отношения конституцией 1918 года и союзным договором 1922 года: Объединённые родиной, честью, врагом. 1991
- Мина замедленного действия, положенная под межнациональные отношения конституцией 1918 года и союзным договором 1922 года: Основы строительства новой армии. 1991
- Мина замедленного действия, положенная под межнациональные отношения конституцией 1918 года и союзным договором 1922 года: Армия — семья? 1991
- Дахау. Воспоминания (1945 г.). 1993
- Бисмарк и Дурново. 1993
- И прочие передачи на радио «Свобода», Мюнхен 1974—1995 гг.
- Передачи на радио «Свободная Россия», Тайбэй 1957—1959 гг.
- Передачи на Японском радио, Токио 1959—1963 гг.

### Статьи
- Первые православные японцы; «Грани» № 5, Франкфурт 1960
- Коммунизм наткнулся на вечное: христианство и коммунизм в современной России. Японская брошюра, Токио 1960
- Russische Kirchen in Deutschland (Русские церкви в Германии) (нем.), «Der Europaeische Osten» № 143, Мюнхен 1967
- Сколько православных в России. «Посев», Франкфурт 1973
- Топонимика коммунизма, «Посев», апрель 1973
- Сколько в России православных храмов. «Посев», Франкфурт 1974
- Наша церковь сегодня. Доклад на Епархиальном съезде. 22 сентября 1981 // «Вестник Германской Епархии Русской Православной Церкви заграницей». Мюнхен. — 1981. — № 3. — С. 14-18
- Живое наследие великой России: Братство святого Владимира // Русское Возрождение, № 24, Нью-Йорк 1983
- Двух Русских Церквей быть не может // «Посев». — 1991. — № 5. — С. 82-91
- С чем я возвращаюсь, 1992
- Большая Балтия; «Западная Россия», Калининград 1992
- На расстоянии голоса. «Иностранец» № 10, Москва 1993
- Мои Берлины. «Европацентр», Мюнхен 1993
- Свободу совести бессовестным? «Час Пик», СПб 1994
- С любовью и болью. Что может дать старая эмиграция новой России? // «Голос», Москва 21.03.1994
- Теперь Прибалтика показывает как не надо делать // «Завтра» № 15, Москва 1994
- Балтийские раздумья. Рубеж Трувора // «Час Пик», СПб. июль 1994
- Вина за раскол в церкви не смывается и мученической кровью // «Час Пик», СПб 01.09.1994
- Вина за раскол внутри православия лежит на Зарубежной Церкви // «Час Пик», СПб 14.09.1994
- Русская Зарубежная Церковь: история и причины возникновения // «Независимая Газета», Москва 13.10.1994
- Балтийские раздумья. Двуязычие // «Час Пик», СПб. 1994
- Сфера равноправия // «Голос», Москва 1994
- О монархии, но давайте серьёзно // «Час Пик», СПб. 09.11.1994
- Россия и Германия: Волга и Рейн. Русские церкви в Германии // «Европацентр», Мюнхен 1996
- Русские церкви в Германии // «Независимая Газета», Москва 1997
- На пути к единой русской церкви // «Православный Дневник», Нью-Йорк, январь 1997
- Бодр ум, сердце трезвящися (о прославлении царственных страстотерпцев) // Независимая Газета, Москва 29.05.1997
- Что за иллюзия: Зарубежная Церковь // «Калининградская Правда», ноябрь 1997
- Где искать «синюю шкатулку»? // Журнал Московской Патриархии, 1998. — № 10. — C. 62-67.
- К вопросу о зарождении Зарубежной Церкви // «Независимая Газета», Москва 30.11.2000
- У Карловацкой церкви будущего нет // «Независимая Газета», Москва 04.12.2002
- Церковь белой эмиграции // «Татьянин день». Студенческая православная газета МГУ. — 2003. — № 1 (50) — С. 20

### Интервью
- О положении русской церкви. «Единение», Мельбурн 1986
- О русском европейце. «Радио Евроскоп», 1995
- Церковь русская. «Ступени» № 3, Минск 2002

### Доклады
- Православие и русская культура и государственность (I—II). Съезд Национальной Организации Витязей (НОВ), Дампьер, Франция, 28.10.1972
- Ueber die Kirche in Russland (О Церкви в России) (нем.), Симпозиум «Веры во Втором Мире», Мюнхен 26.04.1979
- Wann wurde Russland christlich? Zur Lage der Forschung ueber den Zeitpunkt der Taufe. (Когда Русь стала христианской? К состоянию исследования даты Крещения.) (нем.), Мюнхен 09.10.1987
- Дело и завет св. Князя Владимира; Мюнхен (Германия) 1987 и на Зарубежном Съезде молодёжи в Натуа (Бельгия) 1988
- Tausend Jahre Kirche Russlands: ein umstrittenes Datum (Тысяче лет церкви на Руси: спорная дата) (нем.), Мюнхен 11.1.1988
- Вюртемберг и Россия: к 200-летию со дня рождения Великой Княгини Екатерины Павловны, Королевы Вюртембергской, Штутгарт 10.05.1988
- Unser Millenium: die Russische Kirche und Bad Kissingen (Наше Тысячелетие: Русская церковь и Бад-Киссинген) (нем.), Мюнхен 31.5.1988, Бад-Киссинген 10.06.1988
- Тысячелетие Крещения Руси, Франкфурт 11.07.1988
- Russische Kirche und Sowjetstaat (Русская церковь и советское государство) (нем.), Франкфурт 10.7.1988, Баден-Баден 17.09.1988
- Прибалтика: развал империи? Перестройка в рамках существующего строя и идеологии, или выход на качественно новые рубежи?, Зарубежный съезд молодёжи, Натуа, Бельгия, 04.-07.05.1989
- Каким быть закону о свободе совести? Зарубежный съезд молодёжи, Натуа, Бельгия, 04.-07.05.1989
- Русский национализм или русское национальное сознание?, Зарубежный съезд молодёжи, Натуа, Бельгия, 04.-07.05.1989
- Russische Kirche im Jahr nach dem Millenium: Perestrojka oder Stagnation? (Русская церковь в год после Тысячелетия: перестройка или застой?) (нем.), Баден-Баден 28.09.1989
- Церковь и пути России. Всезарубежный съезд молодёжи, Натуа, Бельгия, 28.04.1990
- Die russischen Baederkirchen in Deutschland (русские церкви в курортных городах Германии) (нем.), Бад-Гомбург 24.01.1990
- Россия и мир сегодня. Выступление на 1-м Конгрессе Соотечественников, Москва, август 1991
- Возвращение России в Европу. Выступление перед Российским политическим клубом, Москва, окт. 1991
- Ещё раз о русской государственности. Выступление на III Всемирном Народном Соборе, Москва 04.-06.12.1995
- Москва — Третий Рим. Зарубежный съезд молодёжи, Куррьер, Бельгия, 1997
- Цели и задачи Братства св. Владимира. Бад-Киссинген 21.06.1997
- Прославление новомучеников: два подхода. Зарубежный съезд молодёжи, Курьер,Бельгия,01.-03.05.1998
- Русская православная церковь в Германии в 1933—1945 годы. Дрезден 05.06.1999
- О положении Русской Православной Церкви, Иоганнесбург (ЮАР) 2000
- Hundert Jahre russische Kirche Bad Kissingen (Сто лет русской церкви в Бад-Киссингене) (нем.), Бад-Киссинген 14.07.2001
- Серия докладов об истории Русской Церкви в XX веке. Минск, 28.10.- 03.11.2001
- Цели и задачи Братства св. Владимира. Бад-Киссинген 19.07.2003

## Документальный фильм
- Юлиан Панич: «Дорога домой». Документальный фильм о русских эмигрантах в Мюнхене. Мюнхен, 1992